# Maximum de densité de l'eau

Masse volumique de l'eau en fonction de la température. À 0 °C la masse volumique augmente lors de la transition de phase solide (glace)-liquide. L'eau est un rare exemple de liquide plus dense que le solide (la glace flotte). Entre 0 °C et 4 °C la masse volumique de l'eau croît (schéma supérieur gauche).

Le maximum de densité de l'eau est une particularité de l'eau liquide située aux environs de 4 °C à pression atmosphérique et due à une anomalie dilatométrique : entre 0 °C (point de fusion) et 4 °C la masse volumique de l'eau croît, ce qui est extrêmement rare, et au-delà de 4 °C elle décroît normalement. Le coefficient d'expansion thermique de l'eau liquide est donc négatif en dessous de 4 °C et positif au delà. La température de ce maximum diminue quand la pression augmente, et dans les solutions aqueuses elle diminue aussi, presque toujours, quand la concentration du soluté augmente.

## Histoire
Parmi les nombreuses particularités physico-chimiques de l'eau, les plus anciennement connues sont qu'à 0 °C l'eau liquide est plus dense que la glace, et qu'au-dessus de 0 °C sa masse volumique passe par un maximum aux alentours de 4 °C : elles sont discutées par Galilée en 1612 et par l'Accademia del Cimento en 1666.
Lors de l'établissement des unités de mesure de la France révolutionnaire, le gramme est défini comme la masse d'un centimètre cube d'eau à son maximum de densité.
L'influence de la présence de solutés sur le maximum de densité de l'eau et sur la température de ce maximum est étudiée dès la fin du XVIIIe siècle. En 1839, César-Mansuète Despretz publie la première étude systématique, où il établit expérimentalement la relation aujourd'hui appelée loi de Despretz. Pour tous les solutés qu'il considère, leur effet est d'abaisser la température du maximum.
En 1901, le Bureau international des poids et mesures définit le litre comme « le volume occupé par la masse de 1 kilogramme d'eau pure, à son maximum de densité et sous la pression atmosphérique normale ». Cette définition sera abrogée en 1964,, en lien avec la constatation en 1960 d'une différence avec le décimètre cube de 28 millionièmes,.

## Maximum de densité

### De l'eau pure
À la pression atmosphérique ordinaire (1 atm), la valeur du maximum établie en 2001 est de {\displaystyle \rho _{\text{MD}}} = 0,999 974 95(84) g/cm3 et la température du maximum de {\displaystyle T_{\text{MD}}} = 3,983 035(670) °C,.
En 2010, la densité de l'eau pure, y compris surfondue, est mesurée à des températures de 200 à 275 K et des pressions de 40 à 400 MPa : {\displaystyle T_{\text{MD}}} diminue quand la pression augmente, jusqu'à 250 K à 100 MPa.

### Des solutions aqueuses
L'influence de la concentration des solutés sur la température {\displaystyle T_{\text{MD}}} du maximum de densité se traduit par la loi de Despretz, obtenue expérimentalement par César-Mansuète Despretz en 1839 :
{\displaystyle \Delta T_{\text{MD}}=K_{m}\,m}
où :
- {\displaystyle \Delta T_{\text{MD}}=T_{\text{MD}}({\text{solution}})-T_{\text{MD}}({\text{eau pure}})} ;
- {\displaystyle m} est la molalité du soluté ;
- {\displaystyle K_{m}} est une constante caractéristique du soluté, appelée constante de Despretz.

Les valeurs de {\displaystyle K_{m}} mesurées par Despretz sont toutes négatives, c'est-à-dire que tous les solutés qu'il a étudiés induisent une diminution de {\displaystyle T_{\text{MD}}} lorsque la molalité augmente. Les travaux ultérieurs confirment ce comportement, à l'exception de l'éthanol à faible concentration,.

## Interprétation
L'eau liquide à basse température et basse pression présente grâce aux liaisons hydrogène une structure assez ordonnée qui ressemble localement à l'arrangement tétraédrique des molécules de la glace (mais sans ordre à grande distance), ce qui la rend moins dense qu'à des températures plus élevées. À mesure que la température augmente, cet ordre local est détruit et l'empilement des molécules d'eau devient plus compact, ce qui entraîne une augmentation de la densité malgré celle de l'agitation thermique : le coefficient d'expansion thermique est négatif (anomalie dilatométrique). Quand l'ordre local finit de disparaître, il ne reste plus que l'effet de l'augmentation de l'agitation thermique : le coefficient d'expansion thermique redevient positif au-dessus d'une certaine température, {\displaystyle T_{\text{MD}}}, pour laquelle la masse volumique de l'eau atteint un maximum, {\displaystyle \rho _{\text{MD}}}. Une forte pression contrecarre la structure ordonnée, plus ouverte que l'empilement désordonné des molécules : {\displaystyle T_{\text{MD}}} diminue quand la pression augmente.
Les théories thermodynamiques les plus couramment acceptées en 2024, qui expliquent l'ensemble des particularités de l'eau liquide, prédisent l'existence d'une transition de phase entre les deux variantes structurelles de l'eau, mais à basse température et haute pression, dans des conditions où l'eau liquide est profondément métastable (surfondue), ce qui rend difficile l'observation expérimentale de la transition. La coexistence des deux liquides a néanmoins pu être observée en 2020, avec un point critique estimé à 200 K et 150 MPa,.